# Jesús García Jiménez
Jesús García Jiménez (Madrid, 27 de diciembre de 1961), conocido deportivamente como García Jiménez, es un exfutbolista español que jugaba como  defensa. Originario del barrio de Vallecas, disputó tres partidos con la selección española sub-21 en 1981 y debutó en Primera División el 8 de enero de 1984, en un partido entre el Real Zaragoza y el R. C. D: Mallorca que finalizó con empate 1-1.

## Equipos
| Club                          | País   | Temporadas |
| ----------------------------- | ------ | ---------- |
| A. D. Rayo Vallecano          | España | 1979-1983  |
| R. C. D. Mallorca             | España | 1983-1988  |
| Real Racing Club de Santander | España | 1988-1990  |
| C. E. Sabadell F. C.          | España | 1990-1991  |

## Palmarés
- Trofeo Chisco (1988-89).